# Landelijk Platform van de Pinksterbeweging
Het Landelijk Platform van de Pinksterbeweging (LP) was een Nederlands platform van landelijk opererende kerkgenootschappen met een pinkster-, volle evangelie- of charismatisch-evangelische signatuur. Het platform werd in 1994 opgericht Er waren de volgende kerkgenootschappen aangesloten: Verenigde Pinkster- en Evangeliegemeenten, Rafaël Nederland, Bethel Pinksterkerk Nederland, Volle Evangelie Bethel Kerk,  Bethel Pentecostal Temple Fellowship Nederland, Newfrontiers en Victory Outreach Nederland. Tot 2010 was de naam  Landelijk Platform van de Pinkster- en Volle Evangeliebeweging, maar deze oude naam was te "complex" en "verwarrend".
Het bestuur van het LP bestond uit een voorzitter, een vicevoorzitter en een secretaris-penningmeester. Bovendien heeft het LP een coördinator die de uitwerking van de visie coördineert en het kantoor bemenst. In de vergaderingen van het LP was bovendien per aangesloten kerkgenootschap minimaal één vertegenwoordiger aanwezig.
Het LP had tot doel de eenheid te bevorderen tussen de bij het LP aangesloten kerkgenootschappen. Het LP belegde tevens gebedsbijeenkomsten. Eenmaal per jaar belegde zij een meerdaagse conferentie, waar honderden voorgangers en leidinggevenden uit evangelische- en pinkstergemeentes op afkomen.
Ook bepaalde het LP in samenspraak met haar deelnemers standpunten betreffende problematieken die van belang zijn voor de Nederlandse samenleving en/of voor de aangesloten kerkgenootschappen. Deze standpunten worden vervolgens door het LP in de openbaarheid gebracht.
Het precieze einde van de Landelijk Platform is niet vastgelegd. De laatste activiteiten dateren van rond 2015.

## Geloofsbasis
De bij het LP aangesloten kerkgenootschappen onderschreven het Apostolicum en beleden bovendien:
- dat de Bijbel het door God geïnspireerde Woord is, de onfeilbare regel voor geloof en leven;
- de noodzaak van persoonlijk geloof in het verlossende werk van Jezus Christus en de bekering tot God;
- de doop van gelovigen door onderdompeling in water;
- de doop met de Heilige Geest, als een van de bekering onderscheiden ervaring, en de uitingen van de Geest, die deze doop met zich meebrengt, waaronder ten minste het spreken in tongen;
- dat de dienst van goddelijke genezing deel uitmaakt van de roeping van de Gemeente van Jezus Christus.